# روش زیپ

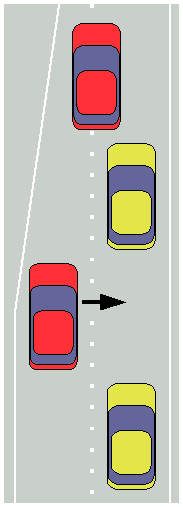
دو مسیر یکی می‌شوند

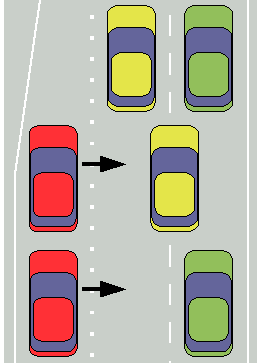
سه مسیر دوتا می‌شوند

روش زیپ، (به آلمانی: Reissverschlussverfahren)، (به انگلیسی: zipper method)، از قوانین و مقررات راهنمایی و رانندگی است که تأثیر به‌سزایی در ارتقاء فرهنگ رانندگی، کاهش خشم و خشونت در رانندگان و بهبودیِ آمار تصادفات،  در کشورهای پیشرفته داشته است.
اغلب، کاهش خطوط عبور در خیابانها و جاده‌ها  منجر به راه بندان واستیصال  درعبور و مرور خودروها می‌گردد. این کاهش شمار خطوط (باندها)، گاه پیش خواسته و مربوط  به طراحی خیابان و جاده است و گاهی ناشی از مانعی، مثلاً تصادف یا ساخت و ساز در یکی از این خطوط عبور.
روش زیپ،  رانندگان خودروهای حاضر در کلیه خطوط  را موظف می‌سازد، که تا محل انسداد از خط خود خارج نشده و  در فاصله کوتاهی پیش از محل انسداد، یک در میان،  از گلوگاه راه بندان گذر کنند و حق تقدم، یک درمیان، بین مسیر آزاد و مسیر مسدود جابجا می‌شود.
به عبارت دیگر، راننده هر خودرو در خط آزاد موظف است  به یک خودرو از خط مسدود اجازه دهد، تا در جلوی وی و در مسیر آزاد، قرار گیرد.
از آنجا که این فرایند، به دندانه‌های زیپِ در حال بسته شدن شباهت دارد، به آن روش زیپ یا سیستم زیپ می‌گویند.